# Tayanna
Тетяна Михайлівна Решетняк, відома як Tayanna (нар. 29 вересня 1984, Чернівці, Чернівецька область, Українська РСР, СРСР) — українська співачка, композиторка, поетеса та ведуча.

## Біографія
Народилася в місті Чернівці в родині Наталі і Михайла Решетняка. Має трьох братів. 
|                                    | «Ми жили в Чернівцях, мама працювала швачкою-мотористкою на фабриці, де я, можна сказати, виросла. Я бігала між швейними машинами, прасувальними пресами і різними верстатами, отже була посвячена в технології швейного виробництва. Мама шила і вдома, на замовлення, а я постійно їй допомагала — щось різала, притримувала.» |
| — розповідала журналістам Tayanna. | |

У 8 років батьки віддали її до музичної школи по класу акордеона, за рік вона покинула навчання. У 13 років почала займатися вокалом, спочатку в ансамблі, потім брала індивідуальні уроки. У 2001 році під час візиту до Львова 16-річній Тетяні випала честь виступати разом зі своїм ансамблем перед Папою Римським Іваном Павлом II. Першою знаменною подією для неї була поїздка до Скадовська на фестиваль «Чорноморські ігри», де вона посіла третє місце.

### 2008—2011: Гарячий шоколад
У 2008—2011 роках 18-річна співачка входила до складу гурту Гарячий шоколад. З продюсером Дмитром Клімашенком писала численні пісні для українських артистів, зокрема, для Ані Лорак та Тіни Кароль. З часом почала зустрічатися з ним, але невдовзі вирішила розірвати стосунки. Не змирившись з цим, Клімашенко вигнав її з гурту і змусив виплатити 50 000 доларів.

### 2014—2016: Голос країни
У 2014 році Тетяна Решетняк взяла участь у четвертому сезоні Голосу країни з піснею «Одинокая», але до неї жоден з тренерів не повернувся. Улітку того ж року вийшло музичне відео на пісню «Знаю и верю».
Наступного року повернулася на Голос країни, де на сліпих прослуховуваннях з піснею «Край, мій рідний край» повернула всі тренерські крісла. З чотирьох тренерів обрала Потапа, з яким дійшла до фіналу проєкту, де посіла друге місце.

### 2017—2019: Відбір на Євробачення таТримай мене
Решетняк дійшла до фіналу відбору представника України на Євробачення-2017. Отримала найвищі оцінки від журі, але за балами від аудиторії поступилася O.Torvald.
Наприкінці 2017 року 17 листопада презентувала другий альбом «Тримай мене» в співпраці з продюсером Аланом Бадоєвим. Також над платівкою працювали відомі саундпродюсери та аранжувальники України: ROZHDEN, Віталій Телезин, Юрій Шепета та Сергій Ребрик. Альбом об'єднав 7 україномовних треків, 6 з яких були новими та трек «Шкода». У грудні 2017 році із піснею «Шкода» виступила на щорічній українській музичній премії «M1 Music Awards 2017». На цій премії вона перемогла в номінації «Прорив року».
17 лютого 2018 року Таянна виступила в другому півфіналі на Національному відборі Євробачення з конкурсною піснею українською мовою «Леля». Виступ журі та аудиторія оцінили високо, і вона увійшла у фінал конкурсу, де зайняла другу позицію, поступившись співаку Melovin. У фіналі її звинуватили у використанні фонограми та критикували образ. Навесні 2018 року вирушила в тур Україною. Отримала статуетки «Кліп року» і «Співачка року» на відновленій церемонії «Золота жар-птиця».
10 грудня Таянна була спеціальною музичною гостею «Всеукраїнської премії Жінка III тисячоліття», де виконала пісню «Фантастична жінка» та отримала нагороду в номінації «Рейтинг».
У листопаді 2018 року Таянна заявила, що готуватиметься до Національного відбору на «Євробачення 2019», а вже 10 січня 2019 року увійшла до шістнадцятки півфіналістів. 22 січня в соцмережах вона повідомила, що відмовляється від участі у відборі. 8 лютого представила пісню «Очі», з якою мала виступати на Національному відборі.
У березні 2019 року випустила новий сингл «Як плакала вона», вперше live-версія якого прозвучала на сольному концерті в Києві. Слова та музику написала сама Решетняк, а саунд-продюсером був Андрій Ігнатченко.
24 травня випустила дуетну пісню з українськім співаком LAUD «Без тебе», офіційна прем'єра якої відбулася у ранковому шоу «Сніданок з 1+1».
1 серпня було анонсовано, що Таянна вестиме програму «Життя відомих людей» з Богданом Юсипчуком. Прем'єра програми відбулася 2 вересня на телеканалі «1+1». У серпні-вересні брала участь у шостому сезоні шоу «Танці з зірками» з Ігорем Кузьменком, у другому етері пара покинула шоу за результатами оцінок суддів та глядацького голосування.
У 3-річному шлюбі народила сина Даніеля. В 2018 році преса приписувала їй роман з на 8 років молодшим Філіпом, сином Дмитра Коляденка. Пізніше співачка підтвердила стосунки і додала, що ініціювала розрив.
15 грудня 2023 року випустила сингл «Роде мій», який записала за участі НАОНІ та Gerdan Theatre.
Займається спортом та готується до марафону на Тенерифе разом з українським бігуном Таран Микола Михайлович.

## Дискографія

### Студійні альбоми
- 9 песен из жизни (2016)

- Тримай мене (2017)

- Omynaj (спільно з Dilja) (2025)

### Мініальбоми (EP)
- TAYANNA. Портреты (2016)

- Жіноча сила (2020)

### Сингли
- «Я или она» (2014)

- «Только ты» (2014)

- «Самолёты» (2014)

- «Обними» (2014)

- «Любви больше нет» (2014)

- «Знаю и верю» (2014)

- «Забудь» (2014)

- «Если ты ждёшь» (2014)

- «Дышим» (2014)

- «Pretty Lie» (2014)

- «I Am the One» (2014)

- «Да!» (2015)

- «9 жизней» (2015)

- «Осінь» (2016)

- «Люблю» (2016)

- «I Love You» (2017)

- «Шкода» (2017)

- «Гоша» (2017)

- «Квітка» (2017)

- «Леля» (2018)

- «Фантастична жінка» (2018)

- «Очі» (2018)

- «Як плакала вона» (2019)

- «Мурашки» (2019)

- «Ейфорія» (2020)

- «Жіноча сила» (2020)

- «Плачу і сміюся» (2020)

- «Вийди на світло» (2020)

- «100 днів» (2020)

- «Темна вода» (2020)

- «Моя земля» (з Jamala) (2021)

- «Абрикоси» (2022)

- «Гори» (2022)

- «Дороги» (2022)

- «Вишиванка» (з VERA) (2022)

- «Кава і ти» (2022)

- «Біжи» (з Naviband) (2023)

- «Члопче» (2023)

- «Два ліхтарі» (з Микитою Кисельовим) (2023)

- «Вітер у волоссі» (2023)

- «А ти…» (з Без Обмежень) (2023)

- «Роде мій» (2023)

- «Космос» (2024)

- «Ecstatic» (з Serge Proshe) (2024)

- «Дорослі малі» (з Мариною Колесник) (2024)

- «Океан» (2024)

- «Грішна кава» (з Bulvar Lu) (2024)

- «Неабищо» (2024)

- «Диво» (2024)

## Відеографія
| Рік  | Назва               | Режисер(и)                 | Альбом              | Дж.    |
| ---- | ------------------- | -------------------------- | ------------------- | ------ |
| 2014 | «Знаю и верю»       | Е.Москаленко, Р.Онуфрійчук | Без альбому         |        |
| 2016 | «9 Жизней»          | Алан Бадоєв                | «TAYANNA. Портреты» |        |
| 2016 | «Осень»             | Алан Бадоєв                | «TAYANNA. Портреты» |        |
| 2016 | «Люблю»             | Алан Бадоєв                | «TAYANNA. Портреты» |        |
| 2017 | «Не люби»           | Алан Бадоєв                | «TAYANNA. Портреты» |        |
| 2017 | «Грешу»             | Алан Бадоєв                | «TAYANNA. Портреты» |        |
| 2017 | «Шкода»             | Алан Бадоєв                | «Тримай мене»       |        |
| 2018 | «Кричу»             | Алан Бадоєв                | «Тримай мене»       | [ 24 ] |
| 2018 | «Фантастична жінка» | Дмитро Дорош               | Очікується          |        |

## Телебачення
| Рік         | Назва                 | Роль               | Канал | Дж.    |
| ----------- | --------------------- | ------------------ | ----- | ------ |
| 2019 — 2020 | «Життя відомих людей» | Грає себе (ведуча) | 1+1   | [ 22 ] |

## Нагороди та премії
| Рік  | Премія                | Номінація           | Робота          | Результат |
| ---- | --------------------- | ------------------- | --------------- | --------- |
| 2017 | M1 Music Awards       | Прорив року         | Н/Д             | Перемога  |
| 2018 | YUNA                  | Найкраща виконавиця | Н/Д             | Номінація |
| 2018 | Золота Жар-птиця      | Співачка року       | Н/Д             | Перемога  |
| 2018 | Золота Жар-птиця      | Кліп року           | Шкода           | Перемога  |
| 2018 | Золота Жар-птиця      | Dance-хіт           | Шкода           | Номінація |
| 2018 | Жінка III тисячоліття | Рейтинг             | Н/Д             | Перемога  |
| 2018 | Музична платформа     | Найкраща пісня року | Шкода           | Перемога  |
| 2019 | YUNA                  | Найкраща виконавиця | Н/Д             | Номінація |
| 2019 | YUNA                  | Найкращий альбом    | Тримай мене     | Номінація |
| 2019 | Золота Жар-птиця      | Співачка року       | Н/Д             | Номінація |
| 2019 | Музична платформа     | Найкраща пісня року | Як плакала вона | Перемога  |
| 2020 | YUNA                  | Найкращий дует      | Без тебе        | Номінація |
| 2020 | Музична платформа     | Найкраща пісня року | Ейфорія         | Перемога  |
| 2021 | YUNA                  | Найкращий альбом    | Жіноча сила     | Номінація |